# バナバ島

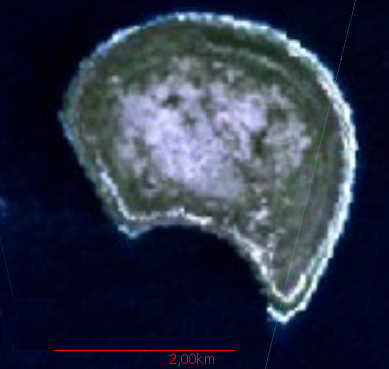
バナバ島の衛星画像（NASA）

バナバ島 (バナバとう、Banaba Island) またはオーシャン島 (オーシャンとう、Ocean Island) は、キリバス共和国に属する太平洋にある隆起した珊瑚の島。

## 概要
およそ、ギルバート諸島の西、ナウルの東300kmに位置する。キリバス共和国の西端にあたる。面積は5km²、最高地点は81mで、キリバス共和国において最も高い地点でもある。
ナウル島およびマカテア島と並び、太平洋の三大リン鉱石生産地であった。人口は335人（2012年）で、ミクロネシア系の民族が住む。

## 歴史

採掘中の1936年当時の地図

1892年にイギリスが保護領とする。1900年にイギリスの会社「太平洋リン鉱石会社」がリン鉱石を発見、1902年、同社はエドワード7世から98年間の租借権を得るとともに、鉱石についてはトンあたり6ペンスの利権料の支払いが定められ本格的な掘削が始まる。その後、イギリス当局はバナバ島の住人を英領フィジー諸島のランビ島に移住させ、リン鉱石の掘削を始める。
1942年8月26日から第二次世界大戦終結の1945年まで大日本帝国の占領下にあった。1945年8月15日の日本敗戦後、日本軍により島民が虐殺されたという。広島市立大学広島平和研究所教授の田中利幸は「旧日本軍は、島に残っていた鉱山会社の関係者(連合国側の市民)を殺害しており、これを隠蔽するために(口封じのために)島民を虐殺した」という主旨の主張をしている。ちなみに、オーストラリアにおけるBC級戦犯裁判で絞首刑に処された鈴木直臣少佐は、虐殺の理由について「島民が反乱を企てた」と述べている。
1975年、元住民らがイギリス政府、リン鉱石の生産会社などを相手取り、リン鉱石に採掘に見合う利権料の積み増しと採掘跡の復元、植林の費用を支払うよう訴訟を起こす。この訴訟は1976年、採掘跡の復元費用として200万オーストラリアドルの補償料のみを認める判決が下されている。この時点で島の資源枯渇は目前となっていたが、島の大部分はリン鉱石の穴だらけの土地が広がり居住が難しい環境となっていた。
1979年にリン鉱石の枯渇によって採掘が終了してから、徐々に住人は帰島した。
| 村                       | 人口 (国勢調査) | 人口 (国勢調査) | 人口 (国勢調査) |
| ------------------------ | --------------- | --------------- | --------------- |
| 村                       | 1995            | 2005            | 2010            |
| Antereen (Tabiang)       | 16              | 108             | 83              |
| Umwa (Ooma, Uma)         | 269             | 135             | 155             |
| Tabewa (Tapiwa, Tabwewa) | 54              | 58              | 57              |
| Buakonikai               | -               | -               | -               |
| バナバ島                 | 339             | 301             | 295             |

## 行政
バナバ島はキリバス共和国に属しているが、地方行政はキリバス共和国の地方自治法に基づき設置されたバナバ島役場 (Banaba Island Council) とフィジー共和国のランビ島に本部を置くランビ指導者評議会が共同で行っている。